# Караджалово
Караджалово (болг. Караджалово) — село в Болгарии. Находится в Пловдивской области, входит в общину Первомай. Население составляет 1 218 человек.

## Политическая ситуация
В местном кметстве Караджалово, в состав которого входит Караджалово, должность кмета (старосты) исполняет Благой  Христозов Благоев (коалиция в составе 2 партий: Болгарская социалистическая партия (БСП), Земледельческий союз Александра Стамболийского (ЗСАС)) по результатам выборов правления кметства.
Кмет (мэр) общины Первомай — Ангел Атанасов Папазов (коалиция партий: Союз свободной демократии (ССД), Земледельческий народный союз (ЗНС)) по результатам выборов в правление общины.